# Stiftswald und Felsenwege St. Arnual
Stiftswald und Felsenwege St. Arnual este o arie protejată (arie specială de conservare — SAC, sit de importanță comunitară — SCI) din Germania întinsă pe o suprafață de 298 ha, integral pe uscat.

## Localizare
Centrul sitului Stiftswald und Felsenwege St. Arnual este situat la coordonatele 49°12′12″N 7°00′20″E / 49.2033°N 7.0056°E.

## Înființare
Situl Stiftswald und Felsenwege St. Arnual a fost declarat sit de importanță comunitară în octombrie 2000 pentru a proteja 1 specie de plante și 1 specie de animale. Situl a fost protejat și ca arie specială de conservare în noiembrie 2015.

## Biodiversitate
Situată în ecoregiunea continentală, aria protejată conține 6 habitate naturale: Izvoare petrifiante cu formare de travertin (Cratoneurion), Pante stâncoase silicioase cu vegetație casmofită, Peșteri inaccesibile publicului, Păduri de fag Luzulo-Fagetum, Păduri de fag Asperulo-Fagetum, Păduri pe pante, grohotișuri și ravene de Tilio-Acerion.
La baza desemnării sitului se află mai multe specii protejate:
- plante (1): Trichomanes speciosum
- nevertebrate (1): fluturele-tigru (Callimorpha quadripunctaria)

Pe lângă speciile protejate, pe teritoriul sitului au mai fost identificate 26 de specii de plante, 3 specii de mamifere.